# Площадь Братьев Стругацких
Пло́щадь Бра́тьев Струга́цких — площадь в Московском районе Санкт-Петербурга. Расположена на пересечении Московского проспекта, улицы Фрунзе и улицы Победы.
Площадь представляет собой замкнутое пространство, окружённое «сталинками». Площадь разрезана проезжими частями Московского проспекта и улицы Фрунзе. Они образуют четыре сквера.

## История
Была задумана генеральным планом 1930-х годов как северная (относительно Московской, которая должна стать центром нового Ленинграда) круглая площадь на Московском проспекте. Улица Победы, которая через неё проходит, должна была дойти до нынешней площади Конституции. Однако в 1960-х годах участок между Варшавской улицей и площадью Конституции был застроен кварталом хрущёвок.
Изначально площадь не имела названия. 12 августа 2014 года площади было присвоено название площадь Братьев Стругацких. Оно дано в честь писателей-фантастов братьев Стругацких (Бориса и Аркадия Стругацких). Выбор места обусловлен тем, что Борис Стругацкий в 1964—2012 годах жил рядом с этой площадью на улице Варшавской, 62. Впервые с идеей присвоить имя Стругацких улице или площади в Петербурге выступил депутат Законодательного собрания Б. Л. Вишневский сразу после смерти Бориса Стругацкого в ноябре 2012 года.
«Я думаю, многие жители Санкт-Петербурга теперь испытывают гордость, что именно в Московском районе города есть площадь братьев Стругацких», — глава администрации Московского района Санкт-Петербурга Владимир Рублевский.

## Достопримечательности

### Жилой дом (Московский проспект, дом 194,улица Победы, дом 14)
Жилой дом в стиле сталинского неоклассицизма построен в 1946-1953 годах по проекту архитекторов Г.А. Симонова, С.В. Васильковского, Б.Р. Рубаненко. В доме находится Отдел ЗАГС Московского района.

### Жилой дом (Московский проспект, дом 198,улица Фрунзе, дом 9)
Жилой дом в стиле сталинского неоклассицизма построен в 1951 году по проекту архитекторов Г.А. Симонова, М.Е. Русакова, В.М. Фромзеля.

### Жилой дом (Московский проспект, дом 175, улица Победы, дом 15)
Жилой дом шестиэтажный в стиле сталинского неоклассицизма построен в 1940 году по проекту архитекторов А.А. Оля, Л.Е. Асса, Л.И. Гальнбека, А.С. Гинцберга. В здании находится Ленинградское областное отделение Русского географического общества.

### Жилой дом (Московский проспект, дом 173, улица Победы, дом 14, улица Фрунзе, дом 7)
Жилой дом в стиле сталинского неоклассицизма построен в 1951 году по проекту архитекторов Лазаря и Льва Хидекелей.

### Жилой дом (Московский проспект, дом 171, улица Фрунзе, дом 8)
Жилой дом в стиле сталинского неоклассицизма построен в 1954 году по проекту профессора А.А. Юнгера и архитекторов Н.Н. Лебедева и А.Н. Сибирякова.

## Транспорт

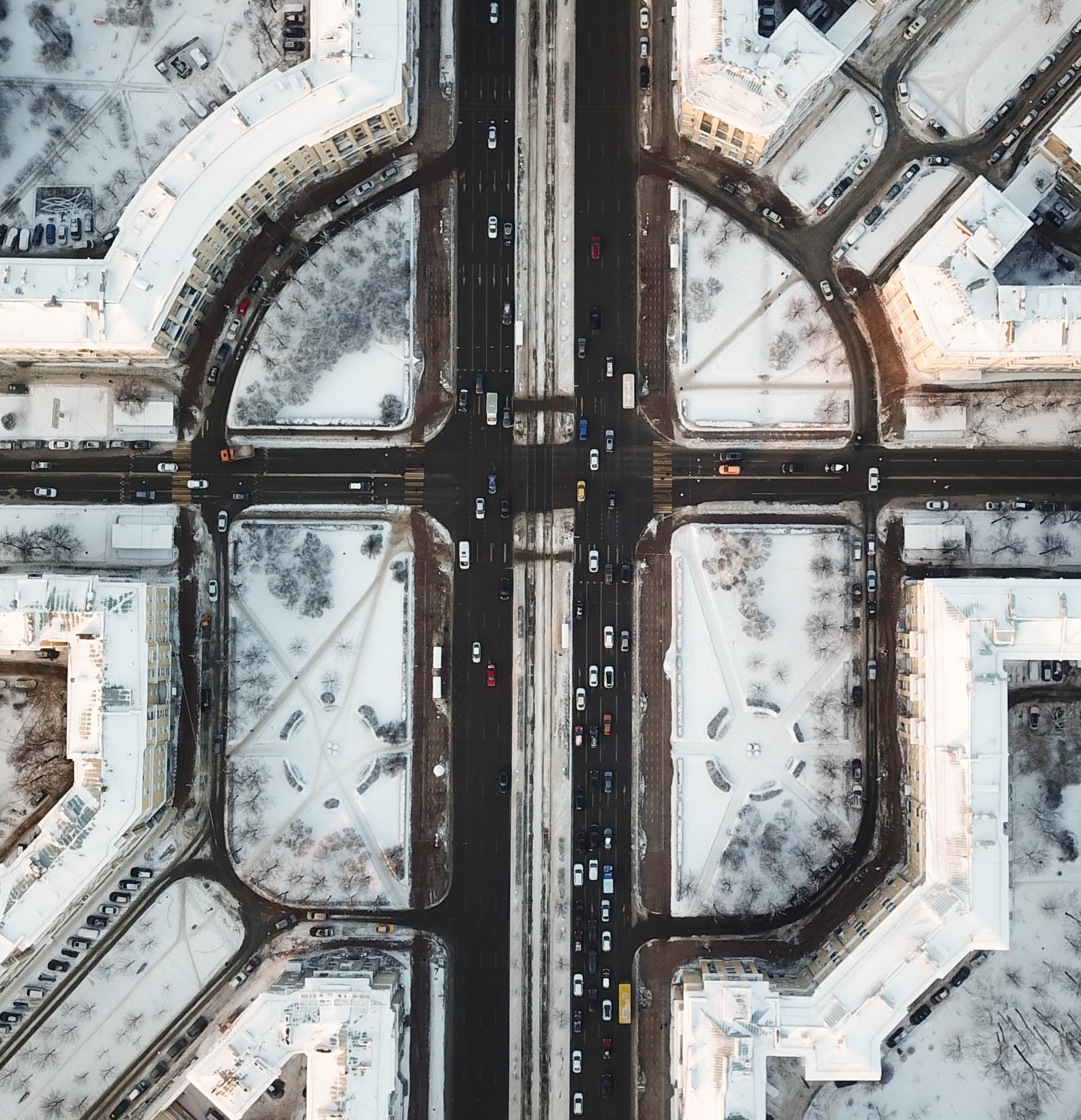
Вид на площадь сверху

Ближайшие станции метро к площади:  «Парк Победы» (пешком до площади 580 м),  «Московская» (930 м).
На площади есть остановка общественного транспорта «Площадь Братьев Стругацких»: автобус 3, 26, 50, 226, 263, 281, трамвай 29, 45.